# 朝のヒットスタジオ
『朝のヒットスタジオ』（あさのヒットスタジオ）は、フジテレビ（FNN・FNS）系列で放送されている平日朝のワイドショー・情報番組『情報プレゼンター とくダネ!』の1コーナーである。番組内での通称は朝ヒット。コーナー進行は長谷川豊アナウンサー。2007年10月4日より2009年3月26日まで毎週木曜日のレギュラー企画として放送された。
当初、レギュラー終了後にも「不定期でコーナーを行う予定」と伝えられていたが長らく実現に至らず、根強い人気からコーナー復活の要望が多数寄せられていたが、2010年2月11日の放送において一日限りの復活を果たし、さらに3か月後の5月27日にも復活、以降は不定期に放送されることになっていた。2011年2月16日以降、不定期の放送は途絶えていたものの、最終回直前の2021年3月16日に約10年振りに復活した。
本項目における放送期間・放送時間はフジテレビ（制作局、関東地区）のもの。

## コーナー趣旨
このコーナーでは、昭和・平成と一世風靡した曲を、オリジナルのミュージシャンを迎え、スタジオで生演奏で披露する。また、その曲がヒットしていた年度の世相を振り返るほか、ゲストミュージシャンの曲にまつわる伝説を紐解いて行く。
コーナー題は、同局のヒット番組「夜のヒットスタジオ」（1968年11月4日〜1990年10月3日放送、全1131回）から由来しており、タイトルロゴも月曜22時台時代（〜1985年3月25日）と同じものを使用。また、タイトルバックは本家2代目（1975年11月3日 - 1983年3月28日）のものをCGで再現（2008年10月2日よりタイトル音楽を変更）。オープニングバックの後、BGMで当時の「夜ヒット」のエンディングのオリジナルテーマ曲（作曲：広瀬健次郎）が流れる。
コーナーの最後にゲストアーティストが歌声で天気担当の天達武史を「天達（君、さん）〜（お願いします、など）!!」と呼び出すのがお約束である。

## 出演者
| 放送日                         | 曲名                                                                       | 歌手                               |
| ------------------------------ | -------------------------------------------------------------------------- | ---------------------------------- |
| 07.10.04                       | 悲しみがとまらない                                                         | 杏里                               |
| 07.10.11                       | ダンシング・オールナイト                                                   | もんた＆ブラザーズ                 |
| 07.10.18                       | 何も言えなくて…夏                                                          | JAYWALK                            |
| 07.10.25                       | 唇よ、熱く君を語れ かもめが翔んだ日                                        | 渡辺真知子                         |
| 07.11.01                       | ガンダーラ 銀河鉄道999                                                     | ゴダイゴ                           |
| 07.11.08                       | ユー・メイ・ドリーム                                                       | シーナ&ザ・ロケッツ                |
| 07.11.15                       | 燃えろいい女 銃爪                                                          | 世良公則 (元世良公則&ツイスト)     |
| 07.11.22                       | ひだまりの詩                                                               | 藤田恵美 （Le Couple）             |
| 07.11.29                       | Get Along Together 〜愛を贈りたいから〜                                    | 山根康広                           |
| 07.12.06                       | シクラメンのかほり                                                         | 小椋佳                             |
| 07.12.13                       | いつまでも変わらぬ愛を                                                     | 織田哲郎                           |
| 07.12.20                       | クリスマスキャロルの頃には                                                 | 稲垣潤一                           |
| 07.12.27                       | Mr.サマータイム アメリカン・フィーリング                                   | サーカス                           |
| 08.01.10                       | ボヘミアン                                                                 | 葛城ユキ                           |
| 08.01.17                       | 最後の雨                                                                   | 中西保志                           |
| 08.01.24                       | My Revolution                                                              | 渡辺美里                           |
| 08.01.31                       | シルエット・ロマンス                                                       | 大橋純子                           |
| 08.02.07                       | 夏の日の1993                                                               | class                              |
| 08.02.14                       | ヒーロー                                                                   | 麻倉未稀                           |
| 08.02.21                       | 安奈                                                                       | 甲斐よしひろ                       |
| 08.02.27                       | なごり雪                                                                   | イルカ                             |
| 08.03.06                       | てんとう虫のサンバ                                                         | チェリッシュ                       |
| 08.03.13                       | ふたりの夏物語 -NEVER ENDING SUMMER-                                       | 杉山清貴                           |
| 08.03.20                       | You're the Only…                                                           | 小野正利                           |
| 08.03.27                       | 贈る言葉                                                                   | 海援隊                             |
| 08.04.03                       | CRAZY GONNA CRAZY EZ DO DANCE                                              | TRF                                |
| 08.04.10                       | 想い出がいっぱい                                                           | 中沢堅司 (元H2O)                   |
| 08.04.17                       | 青葉城恋唄                                                                 | さとう宗幸                         |
| 08.04.24                       | Woman                                                                      | 中西圭三                           |
| 08.05.01                       | 飛んでイスタンブール                                                       | 庄野真代                           |
| 08.05.08                       | 会いたい                                                                   | 沢田知可子                         |
| 08.05.15                       | True Colors                                                                | シンディ・ローパー                 |
| 08.05.22                       | カリフォルニア・コネクション                                               | 水谷豊                             |
| 08.05.29                       | 翼の折れたエンジェル                                                       | 中村あゆみ                         |
| 08.06.05                       | このまま君だけを奪い去りたい                                               | DEEN                               |
| 08.06.12                       | ペガサスの朝                                                               | 五十嵐浩晃                         |
| 08.06.19                       | そして僕は途方に暮れる                                                     | 大澤誉志幸                         |
| 08.06.26                       | 知床旅情                                                                   | 加藤登紀子                         |
| 08.07.03                       | 私のハートはストップモーション                                             | 桑江知子                           |
| 08.07.10                       | 岬めぐり                                                                   | 山本コウタローと ウイークエンド    |
| 08.07.17                       | モンロー・ウォーク                                                         | 南佳孝                             |
| 08.07.31                       | Time goes by                                                               | Every Little Thing                 |
| 08.08.07                       | TOMORROW                                                                   | 岡本真夜                           |
| 08.08.28                       | 昴                                                                         | 谷村新司                           |
| 08.09.04                       | きみの朝                                                                   | 岸田敏志                           |
| 08.09.11                       | 突然                                                                       | 浅岡雄也 (元FIELD OF VIEW)         |
| 08.09.18                       | SHOW ME                                                                    | 森川由加里                         |
| 08.09.25                       | 君は薔薇より美しい                                                         | 布施明                             |
| 08.10.02                       | 春夏秋冬                                                                   | 泉谷しげる                         |
| 08.10.09                       | TAXI                                                                       | 鈴木聖美                           |
| 08.10.16                       | 誰より好きなのに                                                           | 古内東子                           |
| 08.10.23                       | まちぶせ                                                                   | 石川ひとみ                         |
| 08.10.30                       | Give me a Shake                                                            | MAX                                |
| 08.11.06                       | シャイニン・オン 君が哀しい                                                | 鈴木トオル (元LOOK)                |
| 08.11.13                       | 部屋とYシャツと私                                                          | 平松愛理                           |
| 08.11.20                       | サイレント・イヴ                                                           | 辛島美登里                         |
| 08.11.27                       | 翼をください                                                               | 山本潤子                           |
| 08.12.04                       | Sweet Emotion                                                              | 相川七瀬                           |
| 08.12.11                       | 冬のファンタジー                                                           | カズン                             |
| 08.12.18                       | 悲しい色やね                                                               | 上田正樹                           |
| 08.12.25                       | White Love(Re Track)                                                       | SPEED                              |
| 09.01.08                       | WON'T BE LONG                                                              | バブルガム・ブラザーズ             |
| 09.01.15                       | 私鉄沿線                                                                   | 野口五郎                           |
| 09.01.22                       | タッチ                                                                     | 岩崎良美                           |
| 09.01.29                       | ハイスクールララバイ                                                       | イモ欽トリオ                       |
| 09.02.05                       | あなただけ見つめてる                                                       | 大黒摩季                           |
| 09.02.12                       | SACHIKO                                                                    | ばんばひろふみ                     |
| 09.02.19                       | Hold On Me                                                                 | 小比類巻かほる                     |
| 09.02.26                       | CHA-CHA-CHA                                                                | 石井明美                           |
| 09.03.05                       | KNOCKIN' ON YOUR DOOR                                                      | 黒沢健一 （L⇔R）                   |
| 09.03.12                       | 限界LOVERS                                                                 | SHOW-YA                            |
| 09.03.19                       | それが大事                                                                 | 大事MANブラザーズオーケストラ      |
| 09.03.26 （レギュラー 最終回） | 燃えろいい女                                                               | 世良公則                           |
| 09.03.26 （レギュラー 最終回） | 何も言えなくて…夏                                                          | JAYWALK                            |
| 09.03.26 （レギュラー 最終回） | My Revolution                                                              | 渡辺美里                           |
| 10.02.11 （不定期）            | 何も言えなくて…夏                                                          | JAYWALK                            |
| 10.02.11 （不定期）            | ワインレッドの心                                                           | 安全地帯（VTR出演）                |
| 10.02.11 （不定期）            | 大きな玉ねぎの下で 〜はるかなる想い                                        | サンプラザ中野くん（爆風スランプ） |
| 10.02.11 （不定期）            | ら・ら・ら                                                                 | 大黒摩季                           |
| 10.05.27                       | そのままの君でいて                                                         | 岡本真夜                           |
| 10.06.10                       | 関白宣言                                                                   | さだまさし                         |
| 10.06.24                       | アコースティック・メドレー (ワインレッドの心〜恋の予感 〜悲しみにさよなら) | 安全地帯                           |
| 10.07.08                       | 赤道小町ドキッ                                                             | 山下久美子                         |
| 10.08.05                       | タイガー&ドラゴン                                                          | クレイジーケンバンド               |
| 11.02.16                       | 栄光の架橋 Hey和                                                           | ゆず                               |
| 21.03.16                       |                                                                            | AI                                 |

## メディア展開

### ライブ・コンサート

#### 朝のヒットスタジオLIVE
- 2008年8月17日、東京・台場のフジテレビ本社およびお台場周辺で開催されたイベント「お台場冒険王ファイナル〜君が来なくちゃ終われない!〜」メインステージ「冒険王スタジアム」にて「朝のヒットスタジオLIVE」が開催され、渡辺美里、相川七瀬、中村あゆみ、藤田恵美、宮沢和史、小野正利が出演し、往年のヒット曲などを熱唱した（司会：笠井信輔、佐々木恭子）。
- 2013年、「お台場合衆国2013」のメインステージ「合衆国Open Summerスタジアム」で連日行われた「とくダネ!ライブ」にて朝ヒットが復活。杏里、中村あゆみ、河村隆一らが出演した[5]。

#### 朝のヒットスタジオコンサート
- 2008年10月17日、東京・有楽町の東京国際フォーラムホールAにて「朝のヒットスタジオコンサート」が開催され、岡本真夜、DEEN、中西保志、中村あゆみ、山根康広、渡辺美里が出演し、往年のヒット曲や新曲を熱唱した（司会：小倉智昭、佐々木恭子、長谷川豊、笠井信輔）。
- 2009年3月20日・21日の両日に、東京国際フォーラムホールAにて「朝のヒットスタジオコンサート」第2弾を開催。出演者は、20日が稲垣潤一、小椋佳、辛島美登里、サーカス、杉山清貴、渡辺真知子、21日が相川七瀬、織田哲郎、TRF、中村あゆみ、MAX、もんたよしのりであった。第1弾と同様、司会は引き続き小倉が担当した。
- 2010年3月20日に、東京国際フォーラムホールAにて第3弾が開催され、安全地帯、杏里、大黒摩季、サンプラザ中野くん、鈴木雅之が出演した。なお当初予定の出演者中、JAYWALKは不祥事により出演を取り止めた[6]。

### コンピレーションCD
- 歴代出演者によるコンピレーションアルバムとして「とくダネ! 朝のヒットスタジオ」シリーズが、曲の所有権を持つ各レコード会社がひとつのシリーズ作品を順番にリリースしていくという趣旨により、2008年12月から2009年8月まで5枚がリリースされた。
- TVCMには、小倉と番組で天気予報を担当している天達武史が登場した（Vol.1初回生産分に限り小倉の声による「アマタツ〜!」携帯着声プレゼントキャンペーンを実施した）。またCMのBGMには水谷豊の「カリフォルニア・コネクション」が使用された。
- 今まで発売されたシリーズ5作品と、特典CD（オリジナルカラオケ10曲収録）1枚をセットにした合計6枚のCDボックスセット「とくダネ!朝のヒットスタジオDX」が2009年12月7日に限定発売された[7]。

#### ラインナップ
- 「とくダネ! 朝のヒットスタジオ Vol.1」 AVCD-23625　2008年12月3日発売）　エイベックス・エンタテインメント

2008年5月8日〜9月4日に出演したアーティスト（一覧参照）の曲を収録。
1. 会いたい／沢田知可子
2. トゥルー・カラーズ／シンディ・ローパー
3. カリフォルニア・コネクション／水谷豊
4. 翼の折れたエンジェル／中村あゆみ
5. このまま君だけを奪い去りたい／DEEN
6. ペガサスの朝／五十嵐浩晃
7. そして僕は途方に暮れる／大沢誉志幸
8. 知床旅情／加藤登紀子
9. 私のハートはストップモーション／桑江知子
10. 岬めぐり／山本コウタローとウィークエンド
11. モンロー・ウォーク／南佳孝
12. Time goes by／Every Little Thing
13. TOMORROW／岡本真夜
14. 昴／谷村新司
15. きみの朝／岸田智史

- 「とくダネ! 朝のヒットスタジオ Vol.2」 PCCA-2809　（2008年12月17日発売）　ポニーキャニオン

1. 悲しみがとまらない／杏里
2. ダンシング・オールナイト／もんた&ブラザーズ
3. 何も言えなくて…夏／JAYWALK
4. 唇よ、熱く君を語れ／渡辺真知子
5. かもめが翔んだ日 (スタジアム・バージョン)／渡辺真知子
6. ガンダーラ／ゴダイゴ
7. 銀河鉄道999／ゴダイゴ
8. ユー・メイ・ドリーム／シーナ&ザ・ロケッツ
9. 銃爪／世良公則&ツイスト
10. 燃えろいい女／ツイスト
11. ひだまりの詩／Le Couple
12. Get Along Together 〜愛を贈りたいから〜／山根康広
13. シクラメンのかほり／小椋佳
14. いつまでも変わらぬ愛を(セルフカバーver.)／織田哲郎
15. クリスマスキャロルの頃には／稲垣潤一
16. Mr.サマータイム／サーカス
17. アメリカン・フィーリング／サーカス
18. ボヘミアン／葛城ユキ
19. 最後の雨／中西保志

- 「とくダネ! 朝のヒットスタジオ Vol.3」 UICZ-8049　（2009年1月21日発売）　USMジャパン

1. My Revolution／渡辺美里
2. シルエット・ロマンス／大橋純子
3. 夏の日の1993／class
4. ヒーロー HOLDING OUT FOR A HERO／麻倉未稀
5. 安奈／甲斐バンド
6. なごり雪／イルカ
7. てんとう虫のサンバ／チェリッシュ
8. ふたりの夏物語 -NEVER ENDING SUMMER-／杉山清貴&オメガトライブ
9. You're the Only…／小野正利
10. 贈る言葉／海援隊
11. CRAZY GONNA CRAZY／TRF
12. EZ DO DANCE／TRF
13. 想い出がいっぱい／H2O
14. 青葉城恋唄／さとう宗幸
15. Woman／中西圭三
16. 飛んでイスタンブール／庄野真代

- 「とくダネ! 朝のヒットスタジオ Vol.4」 MHCL-1475　（2009年2月18日発売）　ソニー・ミュージックダイレクト

1. 突然／FIELD OF VIEW
2. SHOW ME／森川由加里
3. 君は薔薇より美しい／布施明
4. 春夏秋冬／泉谷しげる
5. TAXI／鈴木聖美
6. 誰より好きなのに／古内東子
7. まちぶせ／石川ひとみ
8. Give me a Shake／MAX
9. シャイニン・オン 君が哀しい／LOOK
10. 部屋とYシャツと私／平松愛理
11. サイレント・イヴ／辛島美登里
12. 翼をください／赤い鳥
13. Sweet Emotion／相川七瀬
14. 冬のファンタジー／カズン
15. 悲しい色やね／上田正樹

- 「とくダネ! 朝のヒットスタジオ Vol.5」 MHCL-1550　（2009年8月26日発売）　ソニー・ミュージックダイレクト

1. WON'T BE LONG／バブルガム・ブラザーズ
2. 私鉄沿線／野口五郎
3. タッチ／岩崎良美
4. ハイスクールララバイ／イモ欽トリオ
5. あなただけ見つめてる（セルフカバーベスト「LUXURY　22-24pm」収録Ver.）／大黒摩季
6. SACHIKO／ばんばひろふみ
7. Hold On Me／小比類巻かほる
8. CHA-CHA-CHA／石井明美
9. KNOCKIN' ON YOUR DOOR／L⇔R
10. 限界LOVERS／SHOW-YA
11. それが大事／大事MANブラザーズバンド
12. 燃えろいい女（セルフカバーアルバム「照」収録Ver.）／世良公則
13. 何も言えなくて…夏 2008／JAYWALK
14. My Revolution（セルフカバーアルバム「Dear My Songs〜うたの木〜」収録Ver.）／渡辺美里

#### 他番組での宣伝
- 2008年12月25日放送の「笑っていいとも!」のテレフォンショッキングに小倉が出演、発売されたばかりのアルバムVol.1・2の2枚と宣伝用のポスターを持参。会場にいる100人の女性にアンケートを行う「100分の1アンケート」で「Vol.1と2両方購入した人」と質問したが、結果は0人だったため、景品のタモリストラップが貰えず、悔し紛れに「地雷だ、やっぱり地雷だった!」「こんな良いアルバムをこんだけ(100人)いて誰も買ってない!」と一言。ついでに「Vol.1と2のどちらか1枚購入した人」についても質問したがそれも0人だったため、小倉は「音楽に理解がないのか! 木曜日の朝ヒット見てないのか!」と言い放つ。さらに冗談混じりに「帰りに俺、そこで手売りするぞ」と発言したが、司会のタモリから「歌手じゃないですから」と突っ込まれた[8]。

### スペシャル番組
時間帯はいずれも日本標準時（JST）。
- 「とくダネ!Presents 朝のヒットスタジオLIVE」- 2008年8月31日17時 - 18時55分、BSフジ「サンデースペシャル」で放送された。
- 「朝のヒットスタジオCONCERT」- 2008年12月8日深夜（12月9日未明）1時10分 - 2時10分（登龍門枠、関東ローカル）。後日、全国各地の「とくダネ!」ネット局でも順次放送された。
- 「朝のヒットスタジオDELUXE」- 2009年3月14日15時30分 - 17時30分枠で放送された（一部地域を除く）。